# Ramazan Civelek
Ramazan Civelek (* 22. Januar 1996 in Üsküdar in der Provinz Istanbul) ist ein türkischer Fußballspieler, der seit Januar 2021 beim türkischen Sportverein Kayserispor unter Vertrag steht. Außerdem ist er ehemaliger Nachwuchsnationalspieler seines Heimatlandes.

## Karriere

### Verein
Civelek kam 1996 in der Ortschaft Üsküdar, eine Gemeinde und gleichzeitig Stadtteil der marmarischen Großstadtkommune Istanbul, auf die Welt. Er begann mit dem Vereinsfußball im Oktober 2005 in der Istanbuler Nachbargemeinde Ümraniye in der Nachwuchsabteilung des Amateurvereins Çakmakspor. Im Januar 2007 wechselte er in die Jugend des Istanbuler Profivereins von Fenerbahçe. Zur Saison 2013/14 erhielt er von Fenerbahçe einen Profivertrag und wurde ab der Saison 2014/15 neben seinen Tätigkeiten in der Reservemannschaft (Fenerbahçe Istanbul U21, ehemals Fenerbahçe Istanbul A2) auch im Profikader berücksichtigt. So gab er sein Profidebüt in der Pokalbegegnung vom 2. Dezember 2014 gegen Kayserispor. Später im Mai 2016 gab er mit 20 Jahren seine Süper-Lig-Premiere.
Für die Rückrunde der Saison 2016/17 wurde er an den damaligen Zweitligisten Gazişehir Gaziantep FK und für die Saison 2017/18 an den Drittligisten Sakaryaspor ausgeliehen. Im Sommer 2018 wechselte er zum anderen Ufer des Bosporus auf einjähriger Leihbasis zum damaligen türkischen Drittligisten Fatih Karagümrük SK. Bei diesem Verein etablierte er sich als Stammspieler und stieg mit diesem durch den Play-off-Sieg der Drittligasaison 2018/19 in die TFF 1. Lig auf, der zweithöchsten türkischen Ligaspielklasse. Nach dem erfolgreichen Aufstieg wurde Civelek im August 2019 fest verpflichtet. Als Liganeulinge erreichten sie die Play-offs und gewannen das Finale nach Elfmeterschießen und stiegen somit in die Süper Lig auf, der höchsten türkischen Ligaspielklasse.
Im Januar 2021 wechselte er während der Spielzeit 2020/21 zum Ligakonkurrenten Kayserispor.

### Nationalmannschaft
Civelek durchlief die türkischen Nachwuchsnationalmannschaften von der U15 bis U17 und die U19. Er startete seine Nationalmannschaftskarriere im Mai 2011 mit zwei Einsätzen für die türkische U-15-Nationalmannschaft.

## Erfolge
- Fenerbahçe Istanbul U21, ehemals Fenerbahçe Istanbul A2
  - 2 × Türkischer U21-Meister:[5] 2013/14, 2016/17 1

- Fatih Karagümrük SK
  - Play-off-Sieger der TFF 2. Lig und Aufstieg in die TFF 1. Lig: 2018/19
  - Play-off-Sieger der TFF 1. Lig und Aufstieg in die Süper Lig: 2019/20